# Iza nubecula
Iza nubecula, vrsta je leptira iz poodice Thyrididae, jedina u svome rodu, kojemu su nekada pripisivane i vrste čiji su sinonimi I. mediovincta (Belonoptera reticula), I. rosenbergi (Rhodoneura polychloralis) i I. triangulifera (Rhodoneura rhomboidea). Rod je opisao Francis Walker 1865. godine a vrstu francuski entomolog Achille Guenée 1858.
Sinonim joj je Rhodoneura configurata.